# Alysicarpus rugosus
Alysicarpus rugosus är en ärtväxtart som först beskrevs av Carl Ludwig von Willdenow, och fick sitt nu gällande namn av Dc. Alysicarpus rugosus ingår i släktet Alysicarpus och familjen ärtväxter.

## Underarter
Arten delas in i följande underarter:
- A. r. perennirufus
- A. r. reticulatus
- A. r. rugosus